# Bevingade insekter
Bevingade insekter (Pterygota) är en underklass inom klassen insekter som innehåller alla insekter med vingar. Pterygota innehåller också insekter som är sekundärt vinglösa, det vill säga insektsgrupper vars anfäder hade vingar men som förlorat dem under evolutionen. Pterygota innehåller nästan alla insekter.
Traditionellt har Pterygota delats in de två infraklasserna Neoptera och Palaeoptera baserat på om de kan (Neoptera) eller inte kan (Palaeoptera) lägga vingarna utmed bakkroppen under vila. Palaeoptera är dock omdebatterad och kan vara parafyletisk. Ny organisation för ordningarna inom Palaeoptera diskuteras. Dessutom är det inte helt klarlagt hur ordningarna inom Neoptera är relaterade till varandra. Klassiskt har Neoptera delats upp i överordningarna Exopterygota och Endopterygota, men på samma sätt som för Neoptera och Palaeoptera är det möjligt att Exopterygota inte är en naturlig gruppering. Inom Endopterygota är ordningarna nära besläktade med varandra, men trots det finns det fler förslag till uppdelning av dessa.
- Infraklass: Paleoptera (förmodligen parafyletisk)
  - Dagsländor (Ephemeroptera)
  - Trollsländor (Odonata) (egentliga trollsländor, flicksländor och jungfrusländor)
- Infraklass: Neoptera
- Överordning: Exopterygota
  - Kackerlackor (Blattaria)
  - Termiter (Isoptera)
  - Bönsyrsor (Mantodea)
  - Tvestjärtar (Dermaptera)
  - Bäcksländor (Plecoptera)
  - Hopprätvingar (Orthoptera) (gräshoppor, syrsor etc.)
  - Spökskräckor (Phasmatodea)
  - Spinnfotingar (Embioptera)
  - Jordlöss (Zoraptera)
  - Syrsborstsvansar (Grylloblattodea) - syn. Notoptera
  - Mantophasmatodea (ordning endemisk för etiopiska regionen. Trivialnamnet "gladiatorer" har föreslagits)
  - Stövsländor (Psocoptera) (parafyletisk: för att bilda en monofyletisk grupp måste djurlössen inkluderas)
  - Djurlöss (Phthiraptera)
  - Tripsar (Thysanoptera)
  - Halvvingar (Hemiptera)
- Överordning: Endopterygota
  - Steklar (Hymenoptera) (växtsteklar, getingar, bin, myror etc.)
  - Skalbaggar (Coleoptera)
  - Vridvingar (Strepsiptera)
  - Halssländor (Raphidioptera)
  - Vattennätvingar (Megaloptera) (sävsländor etc.)
  - Nätvingar (Neuroptera) (myrlejonsländor, vaxsländor, vattenrovsländor etc.)
  - Näbbsländor (Mecoptera) (snösländor, skorpionsländor, etc.)
  - Loppor (Siphonaptera)
  - Tvåvingar (Diptera)
  - Nattsländor (Trichoptera)
  - Fjärilar (Lepidoptera) (dagfjärilar, nattflyn, malar etc)